# Najica Blitz Tactics
Najica Blitz Tactics (ナジカ電撃作戦?, Najica dengeki sakusen) è una serie televisiva anime prodotta dallo Studio Fantasia in collaborazione con Amber Film Works. Venne trasmesso in Giappone dal 10 ottobre al 27 dicembre 2001. In Italia la serie arrivò in home video nel 2006 su etichetta Shin Vision e in televisione sul canale satellitare GXT dal 17 marzo al 2 giugno 2007.
Simile a un altro anime, Agent Aika, tra l'altro diretto anch'esso dallo stesso regista, Katsuhiko Nishijima, è stato prodotto da Studio Fantasia. In seguito è stata realizzata una versione manga di Najica, diversa però dall'anime, soprattutto nel finale.

## Trama
(Introduzione)
Najica Hiiragi è una nota designer di profumi che lavora per la ditta di profumi della CRI. In realtà però è un agente segreto che lavora per l'organizzazione spionistica privata della CRI.
Oltre a essere un'eccelsa lottatrice, Najica è anche un'esperta pilota di aerei. La sua prima missione è quella di recuperare uno Humaritt (androide) che ha come nome in codice "ZZZ" (tripla Z) ed è chiamato "Lila" (e che veniva usata come giocattolo sessuale da una contessa bisessuale). In seguito Najica si insospettisce quando la CRI riceve l'incarico dalla Shinba Industrial di recuperare Humaritt perduti; molti di questi sono in mano di criminali, rivoluzionari, guerriglieri e gruppi terroristici. I suoi sospetti aumentano quando le viene assegnata come partner Lila, anche se Najica preferiva lavorare da sola. Ben presto comunque Najica inizia a fidarsi di Lila e affronteranno il creatore degli Humaritt e il suo piano diabolico.

## Personaggi
Najica Hiiragi (柊 七虹香?, Hīragi Najica)
Doppiata da: Yumi Tōma (ed. giapponese), Debora Magnaghi (ed. italiana)
Il personaggio che dà il nome alla serie, è una creatrice di profumi di livello mondiale di giorno e un agente speciale per la CRI, ovvero un'organizzazione spionistica privata. Lavora allo sviluppo di cosmetici con la sua assistente Kirala e partecipa agli incarichi che le vengono affidati dall'azienda. È un'eccelsa lottatrice e un'esperta pilota di aerei. Tutte le sue missioni hanno inizio quando riceve una rosa.
Lila (リラ?, Rira)
Doppiata da: Juri Ihata (ed. giapponese), Tosawi Piovani (ed. italiana)
È una ginoide, nota nella serie come Humaritt, che è stata salvata da Najica dalle grinfie di una contessa bisessuale che l'ha usava come giocattolo sessuale. Diventa la partner di Najica per tutta la durata della serie. Sebbene all'inizio la sua mancanza di socialità irriti Najica, le due alla fine diventano amiche e si prendono cura l'una dell'altra. Il suo nome in codice è ZZZ (tripla Z).
Jin Majima (間島 甚?, Majima Jin)
Doppiato da: Iemasa Kayumi (ed. giapponese), Raffaele Farina (ed. italiana)
È il capo del CRI e comandante di Najica. Jin viene solitamente visto con Gento durante un briefing riguardante l'ultima missione.
Shinobu Misato (美郷 偲?, Misato Shinobu)
Doppiata da: Asako Dodo (ed. giapponese), Renata Bertolas (ed. italiana)
È una segretaria dai capelli castani che lavora per il CRI.
Rena Uzuki (海槻 玲奈?, Uzuki Rena)
Doppiata da: Sanae Kobayashi (ed. giapponese), Elisabetta Spinelli (ed. italiana)
È una segretaria dai capelli verdi che lavora per il CRI.
Gento Kuraku (玖洛 玄人?, Kuraku Gento)
Doppiato da: Unshō Ishizuka (ed. giapponese), Claudio Moneta (ed. italiana)
È spesso l'informatore di Najica quando si tratta di missioni che coinvolgono gli Humaritt. È innamorato di lei e perciò spesso ci prova chiedendole di uscire con lui.
Kirara Mitsuboshi (御津星 キララ?, Mitsuboshi Kirara)
Doppiata da: Natsuko Kuwatani (ed. giapponese), Federica Valenti (ed. italiana)
È l'assistente di Najica. Attualmente lavorana con lei per perfezionare una particolare serie di profumi.

## Media

### Anime
La serie televisiva anime è stata trasmessa in anteprima su Television Kanagawa il giovedì sera del 4 ottobre 2001 alle 25:40 (effettivamente il 5 ottobre 2001 alle 1:40) con le trasmissioni su Chiba Television e Television Saitama la notte successiva. È stato trasmesso su Kids Station il giovedì seguente alle 23:30, a partire dall'11 ottobre successivo. Durante la settimana del 15 novembre, i primi tre canali non hanno mandato in onda un nuovo episodio. A partire dall'episodio 7 del 22 novembre, la trasmissione su Kids Station al giovedì sera ha preceduto la trasmissione di TV Kanagawa, con l'episodio finale andato in onda il 27 dicembre 2001. La sigla iniziale è Najica eseguita da Diligent Circle of Ekoda mentre quella di chiusura è Body & Mind di Natsumi Harada.
In Italia la serie venne distribuita inizialmente nel 2006 in home video edita da Shin Vision. Nel corso del 2007 i diritti furono rilevati da EXA Cinema. Successivamente venne trasmessa in televisione sul canale satellitare GXT dal 17 marzo al 2 giugno 2007 alle 0.25 per poi arrivare in chiaro il 25 marzo 2008 su MTV che l'ha trasmise ogni martedì alle 22.00 in versione censurata (per i troppi nudi) e in replica in versione integrale ogni venerdì alle 23.30-0.00. Nell'autunno dello stesso anno fu replicata su Cooltoon.

#### Episodi
| Nº | Titolo italiano Giapponese 「Kanji」 - Rōmaji | In onda          | In onda        |
| Nº | Titolo italiano Giapponese 「Kanji」 - Rōmaji | Giapponese       | Italiano       |
| 1  | Il meraviglioso agente con la rosa 「華麗なるエージェントは一輪の薔薇と共に」 - Karei naru Ējiento wa ichirin no bara to tomo ni                                         | 5 ottobre 2001   | 17 marzo 2007  |
| 2  | La meravigliosa partner con la splendida pallottola 「華麗なパートナーは美しき弾丸と共に」 - Karei na Pātonā wa utsukushiki dangan to tomo ni                            | 12 ottobre 2001  | 24 marzo 2007  |
| 3  | I disgustosi cimeli e le tenebre nere come l'ebano 「醜悪なる遺物は漆黒の闇と共に」 - Shūaku naru ibutsu wa shikkoku no yami to tomo ni                                  | 19 ottobre 2001  | 31 marzo 2007  |
| 4  | La falsa star e il dolce profumo di trappola 「偽りの星（スター）は甘い罠の香りと共に」 - Itsuwari no sutā wa amai wana no kaori to tomo ni                              | 26 ottobre 2001  | 7 aprile 2007  |
| 5  | L'orizzonte che si tinge di rosso e il sogno effimero 「真紅に染まる水平線ははかなき夢と共に」 - Shinku ni somaru suiheisen wa hakanaki yume to tomo ni                  | 2 novembre 2001  | 14 aprile 2007 |
| 6  | Gli occhi di una bella fiera e l'ombra della solitudine 「美しき野獣の瞳は孤独の影と共に」 - Utsukushiki yajū no hitomi wa kodoku no kage to tomo ni                     | 9 novembre 2001  | 21 aprile 2007 |
| 7  | La pallottola assassina e l'arido sorriso 「殺意の弾丸は乾いた微笑みと共に」 - Satsui no dangan wa kawaita hohoemi to tomo ni                                            | 22 novembre 2001 | 28 aprile 2007 |
| 8  | Il cielo dell'ambizione e le alte fiamme della battaglia 「欲望の空は戦い渦巻く炎と共に」 - Yokubō no sora wa tatakai uzumaku honō to tomo ni                            | 29 novembre 2001 | 5 maggio 2007  |
| 9  | La coraggiosa leonessa del deserto e la dea 「勇壮なる砂漠の獅子は女神と共に」 - Yūsō naru sabaku no shishi wa megami to tomo ni                                         | 6 dicembre 2001  | 12 maggio 2007 |
| 10 | La fine della battaglia e l'amore pericoloso 「闘いの終着駅は危険な愛と共に」 - Tatakai no shūchakueki wa kiken na ai to tomo ni                                         | 13 dicembre 2001 | 19 maggio 2007 |
| 11 | La missione della triste separazione e la fanciulla dall'animo sincero 「惜別のミッションを少女のまごころと共に」 - Sekibetsu no Misshon wo shōjo no magokoro to tomo ni | 20 dicembre 2001 | 26 maggio 2007 |
| 12 | Il meraviglioso agente con la rosa di un incontro inatteso 「華麗なるエージェントは邂逅の薔薇を心に」 - Karei naru Ējiento wa kaikō no bara wo kokoro ni                 | 27 dicembre 2001 | 2 giugno 2007  |

#### Doppiaggio
| Personaggio         | Doppiatore giapponese | Doppiatore italiano  |
| ------------------- | --------------------- | -------------------- |
| Najica Hiiragi      | Yumi Tōma             | Debora Magnaghi      |
| Humaritt ZZZ "Lila" | Juri Ihata            | Tosawi Piovani       |
| Gento Kuraku        | Unshou Ishizuka       | Claudio Moneta       |
| Shinobu Misato      | Asako Momo            | Renata Bertolas      |
| Rena Uzuki          | Sanae Kobayashi       | Elisabetta Spinelli  |
| Jin Majima          | Iemasa Kayumi         | Raffaele Farina      |
| A                   | Ai Orikasa            |                      |
| Kirara Mitsuboshi   | Natsuko Kuwatani      | Federica Valenti     |
| Dr.ssa Ren Rinka    | Rei Sakuma            | Patrizia Salmoiraghi |
| Haruka              | Ai Maeda              | Lorella De Luca      |
| Natsuyo             | Asami Mada            | Serena Clerici       |
| XXX                 | Emi Shinohara         | Cinzia Massironi     |
| Maid A              | Kaoru Shimoroda       |                      |
| Ai Irie             | Kyoko Hikami          | Iolanda Granato      |
| Akina               | Megumi Nasu           | Giuliana Atepi       |
| Narratore           | Masaki Yajima         | Raffaele Farina      |
| Fuyuki              | Masayo Kurata         |                      |
| Cindy/Lindsey       | Nanaho Katsuragi      | Irene Scalzo         |
| Madam               | Naoko Kouda           | Patrizia Salmoiraghi |
| Tod                 | Nobuo Tobita          | Patrizio Prata       |
| Mizuo Katsura       | Rie Kugimiya          | Giovanna Papandrea   |
| Nyula               | Ruri Asano            | Lorella De Luca      |
| Butler              | Toshihide Tsuchiya    |                      |
| Swaney              | Yukana                | Benedetta Ponticelli |
| Yoshiki Kamiwazumi  |                       | Leonardo Graziano    |

Il doppiaggio italiano è stato svolto presso lo studio SAMPLE di Milano sotto la direzione di Patrizia Salmoiraghi e con l'assistenza di Gianmarco Ceconi. I dialoghi sono stati curati da Alessandro Trombetta.

### Manga
Un adattamento manga di Takuya Tashiro è stato serializzato dal 5 settembre 2001 al 5 febbraio 2003 sulla rivista Monthly Comic Flapper edita da Media Factory. I capitoli sono stati poi raccolti in tre volumi tankōbon pubblicati dal 23 marzo 2002 al 22 marzo 2003.

#### Volumi
| Nº | Data di prima pubblicazione | Data di prima pubblicazione | Data di prima pubblicazione |
| Nº | Giapponese                  | Giapponese                  |                             |
| -- | --------------------------- | --------------------------- | --------------------------- |
| 1  | 23 marzo 2002               | ISBN 4-8401-0437-9          |                             |
| 2  | 21 settembre 2002           | ISBN 4-8401-0463-8          |                             |
| 3  | 22 marzo 2003               | ISBN 4-8401-0487-5          |                             |

## Accoglienza
Diane Tiu di THEM Anime Reviews trovò la serie una delusione dato che era stata paragonata da molti a titoli quali Cowboy Bebop e Noir, quando in realtà Najica Blitz Tactics era ben diversa in molte sue caratteristiche. Il ritmo era incredibilmente veloce e la trama seguiva una struttura episodica in cui Najica veniva puntualmente informata sui dettagli della prossima missione da svolgere e questa la portava a termine entro la fine della puntata. Proprio come Cowboy Bebop ogni episodio era autoconclusivo e c'era una trama intrinseca che alla fine legava tutti gli episodi insieme. Parlando dei personaggi, Tiu sostenne che le doppiatrici delle due protagoniste, Yumi Tōma e Juri Ihata, avevano entrambe svolto un lavoro eccellente. Le sequenze d'azione erano simili a quelle di Noir, l'animazione era nitida e ben coreografata, veloce e talvolta furiosa. Erano presenti dei fermoimmagine e delle linee di velocità, ma queste non infastidivano in alcun modo la serie. Tuttavia, la profonda differenza che intercorreva tra Najica e i suoi predecessori Cowboy Bebop e Noir era il fanservice gratuito sotto forma di mutandine mostrate in numerose scene. Erano presenti pochissimi personaggi maschili e tutti quelli femminili finivano invariabilmente per morire oppure svenire in posizioni che esponevano convenientemente le loro mutande bianche. La trama presentava dei crateri paragonabili per dimensioni al cratere dello Yucatan, ma lo spettatore avrebbe finito presto per trascurare questo dettaglio, anche perché avrebbe finito per distrarsi nel guardare le mutandine dei personaggi femminili. Il finale era totalmente aperto e se si riusciva ad ignorare tutti questi difetti, allora Najica avrebbe offerto del buon intrattenimento. In conclusione l'anime fu maggiormente consigliato a chi apprezzava il fanservice, ma in ogni caso era un prodotto solido e divertente.
Stefano Radolovich di Everyeye.it lo definì una piccola perla del "panty-shot", riferito al fanservice in esso presente, così come un'anime appartenente al genere ecchi che si rivelava pieno fino all'orlo di mutandine inquadrate in ogni angolazione, violando addirittura le regole della fisica. La serie, formata da episodi autoconclusivi, non offriva molto oltre al sempreverde character design e alle inquadrature sulla biancheria intima. La trama era decisamente lineare e priva di un vero continuum, cosa che rendeva in singoli episodi abbastanza poco interessanti seppur tutto sommato passabili. Nonostante gli sceneggiatori abbiano cercato di differenziare per quanto possibile le situazioni che si andavano a formare ogni volta, alla fine la solfa era sempre la stessa. A risollevare un po' le sorti del prodotto vi erano le due protagonista Najica e Lila, con il loro rapporto che cresceva pian piano, portando la protagonista dall'indifferenza all'affetto dell'altra, ma si trattava solamente di qualcosa di accennato anche se dava luogo a qualche siparietto comico. L'elemento che deludeva maggiormente era il fatto che la tematica principale, quella del rapporto tra umano e androide, era tratta con una certa superficialità. Anche se si chiudeva un occhio sul fatto che un simile soggetto era stato già abusato da tempo, essendo stato utilizzato innumerevoli volte in opere quali Blade Runner e Ghost in the Shell, bisognava anche ammettere che offrivano degli spunti interessanti, ma in Najica si trovava esclusivamente delle banalità. Il recensore fece un paragone con Aika, altra serie creata dallo Studio Fantasia, la quale nonostante presentasse del fanservice, in soli quattro episodi era riuscita a sviluppare una trama originale, personaggi riusciti, siparietti davvero divertenti e nel complesso un "fattore divertimento" abbastanza alto. Dal punto di vista prettamente tecnico l'anime era senza infamia e senza lode; non mostrava particolare qualità delle animazioni e qualche volta era sotto la sufficienza, ma complessivamente andava promosso, complice anche l'ottimo character design di Noriyasu Yamauchi. La colonna sonora aveva un jingle abbastanza orecchiabile e con qualche motivo azzeccato; forse la migliore caratteristica della serie animata. In conclusione, Najica non brillava di nulla e annoiava in fretta a meno di non amare particolarmente lo stile dell'anime e il fanservice, soprattutto considerando che in Italia era un genere abbastanza raro; in definitiva era una serie per pochi.